# Lu servu de diu
Lu servu de diu è il primo album solista del rapper e cantante raggae Gopher D, primo album di rap italiano del 2000, pubblicato per Royalty/Edel e prodotto dai Sud Sound System.

## Descrizione
Con questo disco Gopher fa ritorno alla scena prettamente più hip hop dopo l'esperienza con i Sud Sound System. Le produzioni vanno dal Rap al raggamuffin in italiano, inglese e francese. Sul piano delle collaborazioni, Gopher si affida ad artisti che hanno fatto parte del suo passato e che hanno influenzato il suo stile, tra i quali troviamo Treble, Dj Gruff che per l'occasione si improvvisa salentino nella traccia Be liscio, Don Rico e Terron Fabio, Dre Love che sarà presente nella colonna sonora del film Zora la vampira, Chef Ragoo, 
è presente una collaborazione con Soul Boy e Dee-Mo che torna a farsi sentire dopo anni di silenzio. Troviamo infine la strofa di Chico MD nel pezzo Hardcore funk Hardcore 2000, il suo ultimo lavoro in qualità di MC. Dal 2004 infatti cambia il suo nome d'arte in Katzuma.org e si dedica per lo più a produzioni funk.

## Tracce
| #  | Traccia                                         | Produttore                        | Samples                                 |
| -- | ----------------------------------------------- | --------------------------------- | --------------------------------------- |
| 1  | Lu servu de Diu feat. Dj Trinketto              | Gopher                            |                                         |
| 2  | Temibile feat. Don Rico & Terron Fabio          | Gopher                            |                                         |
| 3  | Be liscio feat. Dj Gruff                        | Gopher                            |                                         |
| 4  | Wah de man a seh? (skit)                        | Gopher                            |                                         |
| 5  | Affare serio                                    | Gopher                            |                                         |
| 6  | Rock on feat. Dre Love & Chef Ragoo             | Gopher                            |                                         |
| 7  | Faugnu feat. Brass Monkey & Dj Trinketto        | Gopher                            |                                         |
| 8  | 2 Vagnuni feat. Treble                          | Gopher, Treble, GgD & Mesciu Tara |                                         |
| 9  | Special request feat. Speaker Dee-Mo & Soul Boy | Gopher                            |                                         |
| 10 | Xarafal (skit) feat. Assane Diop                | Gopher                            |                                         |
| 11 | Profonda calma feat. Mesciu Tara                | Gopher                            | - “Concrete reservation” di Syl Johnson |
| 12 | L'altra fase feat. Dj Ezr                       | Gopher                            |                                         |
| 13 | Invasione feat. Dj Inesha                       | Gopher                            |                                         |
| 14 | Hardcore 2000 feat. Chico MD                    | Gopher & Chico MD                 | - “Down home” di Nick Ingman            |
| 15 | Vera dinamite feat. Dj Gruff                    | Gopher                            |                                         |
| 16 | Lu servu de Diu (parte 2)                       | Gopher                            |                                         |